# The Taming of the Shrew (1967)
The Taming of the Shrew ou La bisbetica domata é um filme ítalo-estadunidense de 1967, do gênero comédia, dirigido por Franco Zeffirelli, com roteiro baseado na comédia homônima de Shakespeare.

## Sinopse
Por causa do gênio forte, Catarina não consegue arranjar pretendentes, até que aparece um homem pobre e rude disposto a dobrar a moça para ficar com seu dote.

## Elenco
- Elizabeth Taylor .... Catarina
- Richard Burton .... Petrúquio
- Cyril Cusack .... Grumio
- Michael Hordern .... Baptista
- Alfred Lynch .... Tranio
- Alan Webb .... Gremio
- Ken Parry .... Tailor
- Anthony Gardner .... Haberdasher
- Natasha Pyne .... Bianca
- Michael York .... Lucentio

## Principais prêmios e indicações
Oscar 1968 (EUA)
- Indicado nas categorias de melhor figurino e melhor direção de arte.

BAFTA 1968 (Reino Unido)
- Indicado nas categorias de melhor ator britânico (Richard Burton) e melhor atriz britânica (Elizabeth Taylor).

Prêmio David di Donatello 1967 (Itália)
- Venceu na categoria de melhor ator estrangeiro (Richard Burton) e melhor produção.

Globo de Ouro 1968 (EUA)
- Indicado nas categorias de melhor filme - comédia / musical e melhor ator - comédia / musical (Richard Burton).